# Tjocknäbbad gråfågel
Tjocknäbbad gråfågel (Coracina caeruleogrisea) är en fågel i familjen gråfåglar inom ordningen tättingar.

## Utseende och läte
Tjocknäbbad gråfågel är en stor tätting med lång stjärt, kraftig näbb och genomgående skiffergrå fjäderdräkt med svarta vingkanter och svart vingspets. Hanen har en svart teckning mellan ögat och näbben. Den liknar flera andra gråfåglar, men de flesta av dessa har tunnare näbb. Även papuagråfågeln har kraftig näbb, men tjocknäbbad gråfågel är mycket större. Lätet består av ett ljudligt, raspigt och nasalt "raaooo-raahhh!" med första tonen fallande och den andra stigande och sedan fallande.

## Utbredning och systematik
Tjocknäbbad gråfågel behandlas antingen som monotypisk eller delas in i tre underarter med följande utbredning:
- C. c. strenua – förekommer i bergstrakter på västra och centrala Nya Guinea och på ön Yapen
- C. c. caeruleogrisea – förekommer på Aruöarna och Trans Fly på södra Nya Guinea
- C. c. adamsoni – förekommer på sydöstra Nya Guinea (från Astrolabe Bay till Hall Sound)

## Status och hot
Arten har ett stort utbredningsområde, men tros minska i antal, dock inte tillräckligt kraftigt för att den ska betraktas som hotad. Internationella naturvårdsunionen IUCN listar arten som livskraftig (LC).